# Хилбиг, Герман Отто
Герман Отто Хилбиг (нем. Hermann Otto Hilbig, латыш. Hermanis Otto Hilbigs, 7 мая 1860 — 17 апреля 1939) — лифляндский и латвийский архитектор.

## Биография
Герман Отто Хилбиг родился 7 мая 1860 года в городе Крефельд в Прирейнской провинции Пруссии в семье архитектора Густава Фердинанда Александра Хилбига.
Окончил Рижский политехникум (1882), учился в Берлинской высшей технической школе (1882—1883). С 1884 года — рижский архитектор, в 1893 году открыл собственное архитектурное бюро. Был доцентом Рижского политехникума (1886—1893) и Балтийского технического института (1918).
Умер в Риге 17 апреля 1939 года. Похоронен на Большом кладбище в Риге.

## Основные работы
- Лютеранская церковь в Булдури (1888—1889)
- Церковь Святого Павла (1885, совместно с Г. Ф. А. Хилбигом)
- Здание Машиностроительного завода «Г. Пирвиц и К°» на нынешней улице Бривибас, 204 (1900—1901)
- Доходный дом на Бульваре Бастея, 6 (1895)
- Доходные дома на ул. Элизабетес , 6 (1901), 7 (1900), 23 (1903)
- Доходный дом на ул. Альберта 7 (1908)